# Beketinci
Beketinci je naselje u općini Čepin u Osječko-baranjskoj županiji. 
Beketinci su smješteni u dolini rijeke Vuke, 12 km jugozapadno od Čepina. Dijelovi naselja su i zaseoci Krhka-Salaš i Rastik. Arheološki tragovi neolitičkog naselja (sopotska kultura) pronađeni su i na području ovoga naselja i to 2,5 km sjeveroistočno od naselja, na lokalitetu koji je manje podložan poplavama rijeke Vuke. Selo se navodi u poreznom popisu 1469. godine kao Bekefalwa. Opis sela s kraja 18. stoljeća spominje kako u selu omeđenom šumom, uz baru Loncija, nema solidno izgrađene zgrade. Odvodni jarak Korpaš u blizini sela odvodio je tada vodu iz bare Loncija u rijeku Vuku i tako sprječavao poplavljivanje sela. 
Preko rijeke Vuke postojao je drveni most preko kojeg se moglo preći samo lakim kolima. Gospodarsku osnovu Beketinaca danas čine poljodjelstvo, stočarstvo, uslužne djelatnosti, autoprijevoznički obrt i građevinski obrt. Beketinci su u crkveno smislu filijala župe sv. Josipa zaručnika Blažene Djevice Marije u Vuki. Crkva Sv. Florijana izgrađena je 1973. godine. Područja škola Beketinci pripada osnovnoj školi „Milko Cepelić“u Vuki. Od društava u naselju postoji Dobrovoljno vatrogasno društvo, lovačko društvo „Zec“, nogometni klub „B.S.K.“ i ženski nogometni klub „Beketinci“.  Kulturno umjetničko društvo '' Zlatno Klasje'' Beketinci osnovano je 29.studenog 1983. godine. Osnivač društva je Skupština Mjesne zajednice Beketinci. U trenutku osnivanja KUD je brojio 50 članova, od kojih je najmlađi član imao 14 godina, a najstariji 60 godina. Među brojnim nastupima KUD-a, ističu se Smotra folklora u Zagrebu 1988., te nastup u Republici Njemačkoj u Ehingenu 1988. godine. KUD je ugostio Hrvatsku bratsku zajednicu iz Kanade i goste iz Dubrave. KUD je prikazivao pjesme, plesove i običaje svoga sela i Slavonije. Bio je sudionik na Đakovački vezovima, gdje bi pred Bogoslovijom članovi zapjevali: Beketinci selo moje malo / četiri si svećenika dalo. Članovi KUD-a su u ime Osječko-baranjske županije, u Zagrebačkoj zračnoj luci dočekali Svetog Oca Ivana Pavla II. KUD je 1988. godine prestao s radom zbog mnogobrojnih poslovnih obaveza članova KUD-a. Na inicijativu Udruge žena Beketinci, obnovljen je 1. listopada 2005. godine, te je djelovao par godina. 

## Stanovništvo
| broj stanovnika | 294   | 393   | 348   | 391   | 475   | 618   | 656   | 776   | 876   | 799   | 788   | 787   | 739   | 755   | 700   | 613   | 505   |
|                 | 1857. | 1869. | 1880. | 1890. | 1900. | 1910. | 1921. | 1931. | 1948. | 1953. | 1961. | 1971. | 1981. | 1991. | 2001. | 2011. | 2021. |

## Društva
Lovačko društvo "ZEC" Beketinci
DVD Beketinci
Nogometni klub "BSK" Beketinci
KUD "Zlatno klasje" Beketinci 

## Nogometni klub
"BSK" Beketinci
Predsjednik:Krunoslav Hnatek
Osnovan:1929 G.

## DVD Beketinci
Dobrovoljno vatrogasno društvo Beketinci osnovano 1933 godine.
BEKETINCI, 31431 Čepin, Čepinska 51
e-mail: dvd.beketinci@gmail.com
P: Tomislav Markulak, 031/389-133, 091/440-9183
Z: Mario Erdeg, 031/389-135, 091/553-9122